# Courtown
Courtown (iriska: Baile na Cúirte) är en ort i republiken Irland.   Den ligger i grevskapet Loch Garman och provinsen Leinster, i den östra delen av landet, 80 km söder om huvudstaden Dublin. Courtown ligger 9 meter över havet och antalet invånare är 2 857.
Terrängen runt Courtown är platt. Havet är nära Courtown österut. Närmaste större samhälle är Arklow, 17,5 km norr om Courtown. 